# Biegowiec klonowy
Biegowiec klonowy (Cyrtoclytus capra) – gatunek chrząszcza z rodziny kózkowatych i podrodziny kózkowych (Cerambycinae). Zamieszkuje lasy Palearktyki, zwłaszcza te o charakterze pierwotnym. Larwy są saproksylofagami. Do roślin żywicielskich należą rozmaite drzewa i krzewy liściaste, a sporadycznie iglaste, jednak w Europie Środkowej gatunek ten jest związany wyłącznie z klonem zwyczajnym. Owady dorosłe odwiedzają różne kwiaty. W Czerwonej księdze gatunków zagrożonych IUCN ma status gatunku najmniejszej troski.

## Taksonomia
Gatunek ten opisany został po raz pierwszy w 1824 roku przez Ernsta Friedricha Germara jako Callidium capra. W rodzaju Cyrtoclytus został umieszczony w 1882 roku przez Ludwiga Ganglbauera jako jego gatunek typowy.

## Opis
Chrząszcz o ciele długości od 8,5 do 15 mm. Od biegowców z podobnego rodzaju Clytus różni się długim, gęstym, sterczącym owłosieniem całego ciała, włącznie z odnóżami oraz trójkątnym kształtem tarczki. Czułki ma brązowoczerwone. Odległość między wewnętrznymi krawędziami wzgórków czułkowych jest identyczna z rozstawem wewnętrznych krawędzi oczu. Zarówno pośrodku, jak i po bokach czoła brak jest kila. Pokrywy mają na czarnym lub brunatnoczarnym tle wzór z żółtych przepasek. Powierzchnia pokryw jest za barkami bulwiasto wyniesiona. Odnóża mają czarnobrązowe uda oraz brązowoczerwone golenie i stopy.
Larwy mają ciało smukłe, krótko i gęsto oszczecinione, osiągające do 22 mm długości i do 4 mm szerokości. Biała głowa ma szeroko zaokrąglone boki za środkiem oraz delikatnie odgiętą krawędź tylną; wyposażona jest w jedną parę oczu larwalnych. Kształt głowy jest mniej poprzeczny niż u C. caproides. Czułki mają drugi człon tak długi jak szeroki, natomiast trzeci półtora raza dłuższy od swej szerokości. Na gładkich policzkach wyróżnić można po jednym rządku silnych, choć krótkich szczecinek. Bardzo delikatnie pomarszczone podgębie ma małe, ciemno pigmentowane wklęsłości przyśrodkowe. Brązowa gula jest niemal kwadratowego kształtu. Poprzeczna warga górna zaopatrzona jest w gęste szczecinki peryferyjne. Żuwaczki mają czarne części nasadowe. Szczęki mają niewyraźne wyrostki boczne i trójczłonowe głaszczki szczękowe. Bródka nie ma bocznych sklerytów, zaś podbródek opatrzony jest parą szczecinek. Głaszczki wargowe budują krótsze od języczka dwa człony podobnej długości. Odnóża są zredukowane do nieczłonowanych wypustek. Przetchlinki na tułowiu są dwukrotnie dłuższe niż szerokie.

## Biologia i ekologia
Biegowiec ten związany jest głównie z liściastymi i mieszanymi lasami pierwotnymi, zwłaszcza na terenach górskich i podgórskich. Spotykany jest także na górskich łąkach, w dolinach czy na pobrzeżach wód. Występuje na rzędnych od 200 do 1000 m n.p.m. Owady dorosłe latają od lipca do sierpnia. Odwiedzają kwiaty różnych roślin, np. tawuł czy przedstawicieli selerowatych, ale szczególną preferencję wykazują do krwawników i trybuli leśnej.
Gatunek obligatoryjnie saproksylofagiczny. Na terenie środkowej Europy jego jedyną rośliną żywicielską larw jest klon zwyczajny. Samice wybierają do składania jaj rośliny obumarłe bądź usychające, rosnące na stanowiskach nasłonecznionych. Larwy żerują w cienkich pniach o średnicy od 3 do 5 cm, w niewielkiej odległości od gruntu. W innych rejonach wśród roślin żywicielskich wymieniane są również aralie, brzozy, czeremchy, dęby, jesiony, lipy, olsze, orzech włoski, wiązy, wierzby, winorośle oraz inne liściaste drzewa i krzewy. Sporadycznie stwierdza się go w sosnach. Cykl życiowy jest dwuletni. Przepoczwarczenie następuje po drugim przezimowaniu w komorze poczwarkowej, sporządzonej przez larwę w przypowierzchniowej warstwie drewna.

## Rozprzestrzenienie
Owad palearktyczny, o rozsiedleniu eurosyberyjskim. Znany z Francji, Belgii, Niemiec, Szwajcarii, Austrii, Estonii, Łotwy, Litwy, Polski, Czech, Słowacji, Białorusi, Ukrainy, Rumunii, europejskiej, syberyjskiej i dalekowschodniej części Rosji, Azerbejdżanu, Kazachstanu, Iranu, Mongolii, Korei Północnej, Korei Południowej, Japonii oraz Chin (Heilongjiang, Jilin, Liaoning, Mongolia Wewnętrzna i Syczuan). W Europie oraz w Azji Zachodniej, Środkowej i Północnej jest jedynym przedstawicielem rodzaju Cyrtoclytus. W prawie całym zasięgu jest owadem rzadkim.
W Polsce występuje głównie w górach, natomiast na nizinach znany jest z bardzo nielicznych stanowisk, np. w Puszczy Białowieskiej i Biebrzańskim Parku Narodowym. W Niemczech zamieszkuje wyłącznie alpejskie lasy w Bawarii i Badenii-Wirtembergii. We Francji stwierdzony w zachodnich Pirenejach. W Rumunii jest nieczęsty, występuje w Karpatach i ich pogórzach. W Rosji również nieczęsty. Najczęściej spotykany jest na Ukrainie, gdzie wyjątkowo trend jego populacji ocenia się na stabilny.

## Zagrożenie
Gatunek ten umieszczony jest w Czerwonej księdze gatunków zagrożonych Międzynarodowej Unii Ochrony Przyrody ze statusem najmniejszej troski (LC). Zagraża mu utrata siedlisk, wskutek przebudowy drzewostanów prowadzonej w ramach gospodarki leśnej, jak i nadmiernego zarastania i zacieniania w związku niewystarczającym zgryzaniem roślin przez dużych roślinożerców. Ponadto ryzyko stwarzane jest przez fragmentację zasięgu i postępującą izolację poszczególnych stanowisk.